# 소 요시시게 (아즈치모모야마 시대)

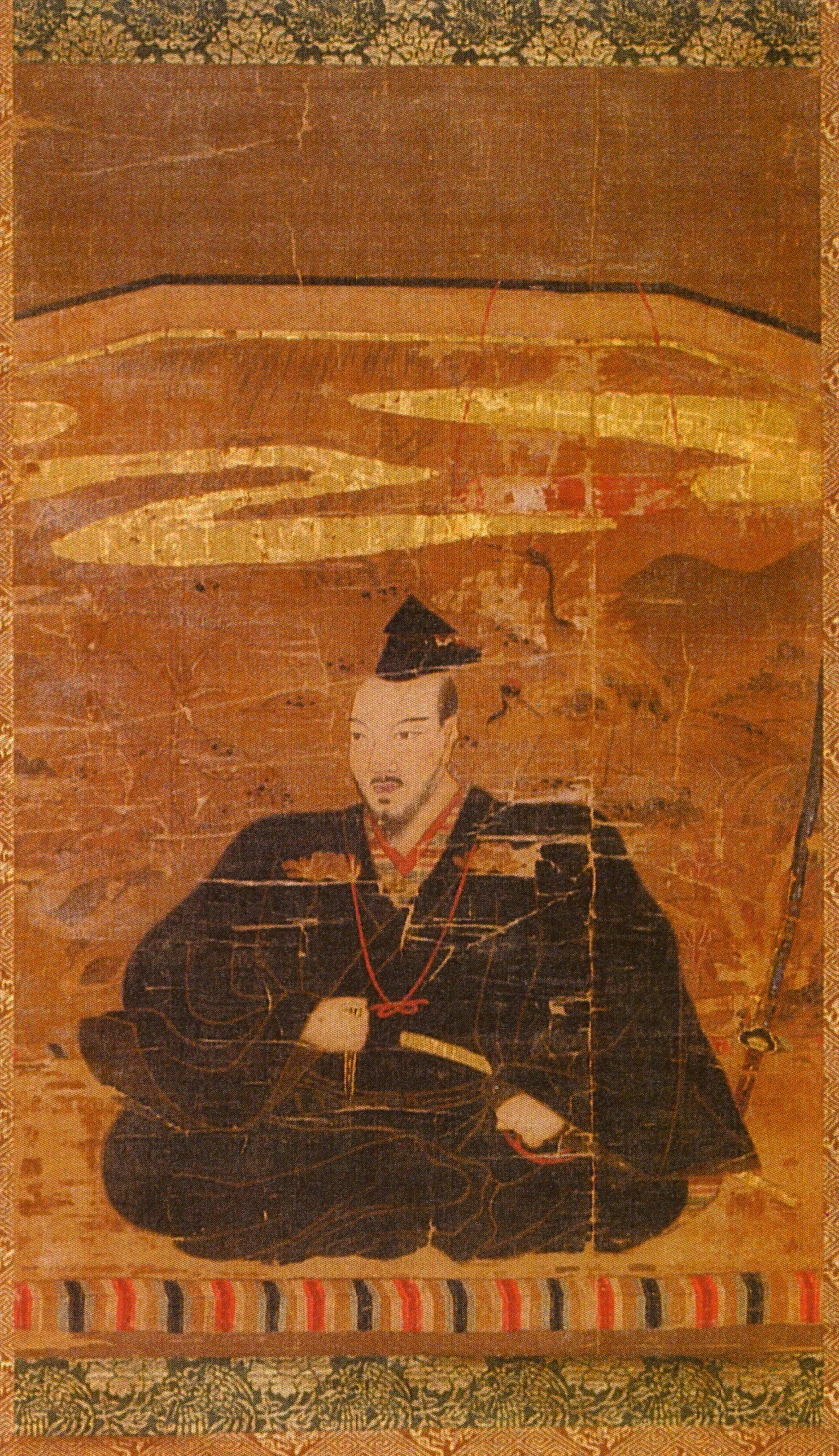
소 요시시게

소 요시시게(일본어: 宗義調, 1532년 ~ 1589년 1월 28일)는 쓰시마국의 슈고 다이묘이자 센고쿠 다이묘로, 소씨(宗氏) 제17대 당주이다.

## 생애

### 어린 시절
덴분(天文) 원년(1532년) 제16대 당주인 소 하루야스(宗晴康)의 아들로 태어났다. 무로마치 막부 제12대 쇼군ᆞ아시카가 요시하루의 헨키를 받아 어린 시절의 이름은 요시치카(義親)로 불렸다. 덴분 22년(1553년), 아버지의 뒤를 이어 소 씨 제17대 당주가 되었다. 고지(弘治) 3년(1557년), 조선과 통상조약을 맺고 무역을 확대했다(정미약조丁未条約). 이 결과, 소씨의 무역에 있어서 번영을 가져왔다.

### 모반
에이로쿠(永禄) 2년(1559년), 요시시게의 이복동생 마사모리(将盛) 등에 의한 모반이 일어났지만, 요시시게는 이들을 진압하여 소씨의 사실상 통일을 완수했다. 에이로쿠 9년(1566년) 8월, 상속자를 양자인 시게히사(茂尚)에 양보해 은거했지만, 더욱더 실권을 장악했고, 게다가 시게나오가 요절했기 때문에, 그 남동생인 요시즈미(義純)를 다시 잇게 했지만, 그마저도 요절했기 때문에, 그 남동생인 요시토시를 당주로서 후를 잇게 해 요시시게는 그 후견인으로서 정치의 실권을 더욱 단단히 잡았다.

### 규슈 정벌
덴쇼(天正) 15년(1587년), 도요토미 히데요시의 규슈 정벌이 시작되면서, 5월에 상속자로 복귀하여 다시 소씨의 당주가 된다. 게다가 요시토시와 함께 히데요시의 규슈 정벌에 참전을 했기에, 쓰시마 1국의 봉토를 받게 되었다.

### 말년
그 후 요시시게는 히데요시의 명령으로 의해 조선과 교섭을 하게 되는데, 명령 내용 중에는 엉뚱하게도 1년 이내에 조선 국왕을 종속시키라는 교섭령도 있었다. 그리고 히데요시의 조선 출병 협박을 억눌렀다고 한다. 이 때문에 요시시게는 가신인 유즈야 야스히로(柚谷康広)를 조선에 파견해 교섭에 임하게해 히데요시의 조선 출병을 회피하고 또한 조선과 화목하게 지내기 위해서 진력했지만, 덴쇼 16년(1588년) 음력 12월 12일(1589년 1월 28일)에 교섭 과정 중 향년 57세로 병사하였다. 요시시게의 사후 양자인 요시토시가 가독을 이었다.
| 전임 소 하루야스 소 요시토시 | 소씨 당주 1553년 ~ 1566년 1587년 ~ 1588년 | 후임 소 시게히사 소 요시토시 |